# Division Midwest de la NBA
La division Midwest (en anglais : Midwest Division) est une ancienne division de la Conférence Ouest de la National Basketball Association (NBA). 
Créée en 1970 à la suite de la réorganisation du championnat NBA à 17 équipes, la division Midwest se compose alors des Bulls de Chicago et des Suns de Phoenix de l'ancienne division Ouest, des Pistons de Détroit et des Bucks de Milwaukee de l'ancienne division Est.  
Plusieurs franchises ont évolué au sein de cette division dont les Kings de Kansas City, les Nuggets de Denver, les Pacers de l'Indiana, le Jazz de l'Utah, les Mavericks de Dallas, les Rockets de Houston, les Spurs de San Antonio, le Heat de Miami, les Hornets de Charlotte, les Timberwolves du Minnesota, le Magic d'Orlando et les Grizzlies de Memphis. 
Cette division fut dissoute en 2004 à la suite de la réorganisation du championnat à 30 équipes et l’arrivée des Bobcats de Charlotte. Elle fut scindée en deux autres divisions : la division Nord-Ouest et la division Sud-Ouest. La division Midwest était alors composée de sept équipes : les Mavericks de Dallas, les Nuggets de Denver, les  Rockets de Houston, les Grizzlies de Memphis, les Timberwolves du Minnesota, les Spurs de San Antonio et le Jazz de l'Utah. 
Les Spurs de San Antonio ont remporté 11 titres de la division Midwest. Trois équipes ont été championnes NBA :  les Bucks de Milwaukee (1971), les Rockets de Houston (1994, 1995) et les Spurs de San Antonio (1999, 2003).
Les Spurs de San Antonio et le Jazz de l'Utah ont remporté tous les titres de la division Midwest entre 1989 et 2003, excepté en 1993 et 1994. 
En 1986, les six équipes de la division Midwest se sont qualifiées pour les playoffs. En 2004, les sept équipes de la division ont eu un pourcentage de victoires supérieur à 50% et six équipes se sont qualifiées pour les playoffs. 

## Anciennes équipes de la division Midwest
- Bulls de Chicago de 1970 à 1980.
- Pistons de Détroit de 1970 à 1978.
- Bucks de Milwaukee de 1970 à 1980.
- Suns de Phoenix de 1970 à 1972.
- Kings de Kansas City-Omaha / Kansas City / Sacramento de 1972 à 1988.
- Nuggets de Denver de 1976 à 2004.
- Pacers de l'Indiana de 1976 à 1979.
- Jazz de l'Utah de 1979 à 2004.
- Mavericks de Dallas de 1980 à 2004.
- Rockets de Houston de 1980 à 2004.
- Spurs de San Antonio de 1980 à 2004.
- Heat de Miami de 1988 à 1989.
- Hornets de Charlotte de 1989 à 1990.
- Timberwolves du Minnesota de 1989 à 2004.
- Magic d'Orlando de 1990 à 1991.
- Grizzlies de Vancouver / Memphis de 1995 à 2004.

## Champions de la division Midwest
Légende :
- Vainqueur des Finales NBA
- Finaliste des Finales NBA

| Saison    | Franchise                 | Bilan | %    | Résultats en playoffs |
| --------- | ------------------------- | ----- | ---- | --- |
| 1970-1971 | Bucks de Milwaukee        | 66-16 | 80.5 | Victoire - Demi-finale de conférence Ouest (Warriors) 4-1 Victoire - Finale de conférence Ouest (Lakers) 4-1 Victoire - Finales NBA (Bullets) 4-0                                                  |
| 1971-1972 | Bucks de Milwaukee        | 63-19 | 76.8 | Victoire - Demi-finale de conférence Ouest (Warriors) 4-1 Défaite - Finale de conférence Ouest (Lakers) 4-2                                                                                        |
| 1972-1973 | Bucks de Milwaukee        | 60-22 | 73.2 | Défaite - Demi-finale de conférence Ouest (Warriors) 4-2 |
| 1973-1974 | Bucks de Milwaukee        | 59-23 | 72.0 | Victoire - Demi-finale de conférence Ouest (Lakers) 4-1 Victoire - Finale de conférence Ouest (Bulls) 4-0 Défaite - Finales NBA (Celtics) 4-3                                                      |
| 1974-1975 | Bulls de Chicago          | 47-35 | 57.3 | Victoire - Demi-finale de conférence Ouest (Kings) 4-2 Défaite - Finale de conférence Ouest (Warriors) 4-3                                                                                         |
| 1975-1976 | Bucks de Milwaukee        | 38-44 | 46.3 | Défaite - 1er tour Ouest (Pistons) 2-1 |
| 1976-1977 | Nuggets de Denver         | 50-32 | 61.0 | Défaite - Demi-finale de conférence Ouest (Trail Blazers) 4-2 |
| 1977-1978 | Nuggets de Denver         | 48-34 | 58.5 | Victoire - Demi-finale de conférence Ouest (Bucks) 4-3 Défaite - Finale de conférence Ouest (SuperSonics) 4-2                                                                                      |
| 1978-1979 | Kings de Kansas City      | 48-34 | 58.5 | Défaite - Demi-finale de conférence Ouest (Suns) 4-1 |
| 1979-1980 | Bucks de Milwaukee        | 49-33 | 59.8 | Défaite - Demi-finale de conférence Ouest (SuperSonics) 4-3 |
| 1980-1981 | Spurs de San Antonio      | 52-30 | 63.4 | Défaite - Demi-finale de conférence Ouest (Rockets) 4-3 |
| 1981-1982 | Spurs de San Antonio      | 48-34 | 58.5 | Victoire - Demi-finale de conférence Ouest (SuperSonics) 4-1 Défaite - Finale de conférence Ouest (Lakers) 4-0                                                                                     |
| 1982-1983 | Spurs de San Antonio      | 53-29 | 64.5 | Victoire - Demi-finale de conférence Ouest (Nuggets) 4-1 Défaite - Finale de conférence Ouest (Lakers) 4-2                                                                                         |
| 1983-1984 | Jazz de l'Utah            | 45-37 | 54.9 | Victoire - 1er tour Ouest (Nuggets) 3-2 Défaite - Demi-finale de conférence Ouest (Suns) 4-2 |
| 1984-1985 | Nuggets de Denver         | 52-30 | 63.4 | Victoire - 1er tour Ouest (Spurs) 3-2 Victoire - Demi-finale de conférence Ouest (Nuggets) 4-1 Défaite - Finale de conférence Ouest (Lakers) 4-1                                                   |
| 1985-1986 | Rockets de Houston        | 51-31 | 62.2 | Victoire - 1er tour Ouest (Kings) 3-0 Victoire - Demi-finale de conférence Ouest (Nuggets) 4-2 Victoire - Finale de conférence Ouest (Lakers) 4-1 Défaite - Finales NBA (Celtics) 4-2              |
| 1986-1987 | Mavericks de Dallas       | 55-27 | 67.1 | Défaite - 1er tour Ouest (SuperSonics) 3-1 |
| 1987-1988 | Nuggets de Denver         | 54-28 | 65.9 | Victoire - 1er tour Ouest (SuperSonics) 3-2 Défaite - Demi-finale de conférence Ouest (Mavericks) 4-2                                                                                              |
| 1988-1989 | Jazz de l'Utah            | 51-31 | 62.2 | Défaite - 1er tour Ouest (Warriors) 3-0 |
| 1989-1990 | Spurs de San Antonio      | 56-26 | 68.3 | Victoire - 1er tour Ouest (Nuggets) 3-0 Défaite - Demi-finale de conférence Ouest (Trail Blazers) 4-3                                                                                              |
| 1990-1991 | Spurs de San Antonio      | 55-27 | 67.1 | Défaite - 1er tour Ouest (Warriors) 3-1 |
| 1991-1992 | Jazz de l'Utah            | 55-27 | 67.1 | Victoire - 1er tour Ouest (Clippers) 3-2 Victoire - Demi-finale de conférence Ouest (SuperSonics) 4-1 Défaite - Finale de conférence Ouest (Trail Blazers) 4-2                                     |
| 1992-1993 | Rockets de Houston        | 55-27 | 67.1 | Victoire - 1er tour Ouest (Clippers) 3-2 Défaite - Demi-finale de conférence Ouest (SuperSonics) 4-3                                                                                               |
| 1993-1994 | Rockets de Houston        | 58-24 | 70.7 | Victoire - 1er tour Ouest (Trail Blazers) 3-1 Victoire - Demi-finale de conférence Ouest (Suns) 4-3 Victoire - Finale de conférence Ouest (Jazz) 4-1 Victoire - Finales NBA (Knicks) 4-3           |
| 1994-1995 | Spurs de San Antonio      | 62-20 | 75.6 | Victoire - 1er tour Ouest (Nuggets) 3-0 Victoire - Demi-finale de conférence Ouest (Lakers) 4-2 Défaite - Finale de conférence Ouest (Rockets) 4-2                                                 |
| 1995-1996 | Spurs de San Antonio      | 59-23 | 72.0 | Victoire - 1er tour Ouest (Suns) 3-1 Défaite - Demi-finale de conférence Ouest (Jazz) 4-2 |
| 1996-1997 | Jazz de l'Utah            | 64-18 | 78.0 | Victoire - 1er tour Ouest (Clippers) 3-0 Victoire - Demi-finale de conférence Ouest (Lakers) 4-1 Victoire - Finale de conférence Ouest (Rockets) 4-2 Défaite - Finales NBA (Bulls) 4-2             |
| 1997-1998 | Jazz de l'Utah            | 62-20 | 75.6 | Victoire - 1er tour Ouest (Rockets) 3-2 Victoire - Demi-finale de conférence Ouest (Spurs) 4-1 Victoire - Finale de conférence Ouest (Lakers) 4-0 Défaite - Finales NBA (Bulls) 4-2                |
| 1998-1999 | Spurs de San Antonio      | 37-13 | 74.0 | Victoire - 1er tour Ouest (Timberwolves) 3-1 Victoire - Demi-finale de conférence Ouest (Lakers) 4-0 Victoire - Finale de conférence Ouest (Trail Blazers) 4-0 Victoire - Finales NBA (Knicks) 4-1 |
| 1999-2000 | Jazz de l'Utah            | 55-27 | 67.1 | Victoire - 1er tour Ouest (SuperSonics) 3-2 Défaite - Demi-finale de conférence Ouest (Trail Blazers) 4-1                                                                                          |
| 2000-2001 | Spurs de San Antonio      | 58-24 | 70.7 | Victoire - 1er tour Ouest (Timberwolves) 3-1 Victoire - Demi-finale de conférence Ouest (Mavericks) 4-1 Défaite - Finale de conférence Ouest (Lakers) 4-0                                          |
| 2001-2002 | Spurs de San Antonio      | 58-24 | 70.7 | Victoire - 1er tour Ouest (SuperSonics) 3-2 Défaite - Demi-finale de conférence Ouest (Lakers) 4-1                                                                                                 |
| 2002-2003 | Spurs de San Antonio      | 60-22 | 73.2 | Victoire - 1er tour Ouest (Suns) 4-2 Victoire - Demi-finale de conférence Ouest (Lakers) 4-2 Victoire - Finale de conférence Ouest (Mavericks) 4-2 Victoire - Finales NBA (Nets) 4-2               |
| 2003-2004 | Timberwolves du Minnesota | 58-24 | 70.7 | Victoire - 1er tour Ouest (Nuggets) 4-1 Victoire - Demi-finale de conférence Ouest (Kings) 4-3 Défaite - Finale de conférence Ouest (Lakers) 4-2                                                   |

## Liste des équipes championnes de la division Midwest
| Franchise                                             | Titres | Dernier titre | Années                                                           |
| ----------------------------------------------------- | ------ | ------------- | ---------------------------------------------------------------- |
| Spurs de San Antonio                                  | 11     | 2003          | 1981, 1982, 1983, 1990, 1991, 1995, 1996, 1999, 2001, 2002, 2003 |
| Bucks de Milwaukee                                    | 6      | 1980          | 1971, 1972, 1973, 1974, 1976, 1980                               |
| Jazz de l'Utah                                        | 6      | 2000          | 1984, 1989, 1992, 1997, 1998, 2000                               |
| Nuggets de Denver                                     | 4      | 1988          | 1977, 1978, 1985, 1988                                           |
| Rockets de Houston                                    | 3      | 1994          | 1986, 1993, 1994                                                 |
| Bulls de Chicago                                      | 1      | 1975          | 1975                                                             |
| Kings de Kansas City (Kings de Sacramento maintenant) | 1      | 1979          | 1979                                                             |
| Mavericks de Dallas                                   | 1      | 1987          | 1987                                                             |
| Timberwolves du Minnesota                             | 1      | 2004          | 2004                                                             |

## Résultats saison par saison
Légende :
- Vainqueur des Finales NBA
- Finaliste des Finales NBA
- Qualifié pour les séries éliminatoires

| Saison | Bilan des équipes   | Bilan des équipes   | Bilan des équipes         | Bilan des équipes         | Bilan des équipes   | Bilan des équipes   | Bilan des équipes |  |
| --- | ------------------- | ------------------- | ------------------------- | ------------------------- | ------------------- | ------------------- | ----------------- |  |
| Saison | 1er                 | 2e                  | 3e                        | 4e                        | 5e                  | 6e                  | 7e                |  |
| 1970 : La division Midwest est formée avec quatre équipes inaugurales, avec les Bulls de Chicago et les Suns de Phoenix de la division Ouest, ainsi que les Pistons de Détroit et les Bucks de Milwaukee de la division Est.                                |                     |                     |                           |                           |                     |                     |                   |  |
| 1970-1971 | Milwaukee (66-16)   | Chicago (51-31)     | Phoenix (48-34)           | Détroit (45-37)           |                     |                     |                   |  |
| 1971-1972 | Milwaukee (63-19)   | Chicago (57-25)     | Phoenix (49-33)           | Détroit (26-56)           |                     |                     |                   |  |
| 1972 : Les Royals de Cincinnati déménagent et se renomment les Kings de Kansas City-Omaha, et arrivent de la division Centrale. Les Suns de Phoenix rejoignent la division Pacifique.                                                                       |                     |                     |                           |                           |                     |                     |                   |  |
| 1972-1973 | Milwaukee (60-22)   | Chicago (51-31)     | Détroit (40-42)           | Kansas City-Omaha (36-46) |                     |                     |                   |  |
| 1973-1974 | Milwaukee (59-23)   | Chicago (54-28)     | Détroit (52-30)           | Kansas City-Omaha (33-49) |                     |                     |                   |  |
| 1974-1975 | Chicago (47-35)     | Détroit (44-38)     | Kansas City-Omaha (40-42) | Milwaukee (38-44)         |                     |                     |                   |  |
| 1975 : Les Kings de Kansas City-Omaha se renomment les Kings de Kansas City. |                     |                     |                           |                           |                     |                     |                   |  |
| 1975-1976 | Milwaukee (38-44)   | Détroit (35-46)     | Kansas City (31-51)       | Chicago (24-58)           |                     |                     |                   |  |
| 1976 : L'ABA fusionne avec la NBA, les Nuggets de Denver et les Pacers de l'Indiana rejoignent la division. |                     |                     |                           |                           |                     |                     |                   |  |
| 1976-1977 | Denver (50-32)      | Détroit (44-38)     | Chicago (44-38)           | Kansas City (40-42)       | Indiana (36-46)     | Milwaukee (30-52)   |                   |  |
| 1977-1978 | Denver (48-34)      | Milwaukee (44-38)   | Chicago (40-42)           | Détroit (38-44)           | Kansas City (31-51) | Indiana (31-51)     |                   |  |
| 1978 : Les Pistons de Détroit rejoignent la division Centrale. |                     |                     |                           |                           |                     |                     |                   |  |
| 1978-1979 | Kansas City (48-34) | Denver (47-35)      | Milwaukee (38-44)         | Indiana (38-44)           | Chicago (31-51)     |                     |                   |  |
| 1979 : Le Jazz de La Nouvelle-Orléans déménage et se renomme le Jazz de l'Utah, et arrive de la division Centrale. Les Pacers d'Indiana rejoignent la division Centrale.                                                                                    |                     |                     |                           |                           |                     |                     |                   |  |
| 1979-1980 | Milwaukee (49-33)   | Kansas City (47-35) | Denver (30-52)            | Chicago (30-52)           | Utah (24-58)        |                     |                   |  |
| 1980 : Les Mavericks de Dallas arrivent en tant qu'équipe d'expansion. Les Rockets de Houston et les Spurs de San Antonio arrivent de la division Centrale. Les Bulls de Chicago et les Bucks de Milwaukee rejoignent la division Centrale.                 |                     |                     |                           |                           |                     |                     |                   |  |
| 1980-1981 | San Antonio (52-30) | Kansas City (40-42) | Houston (40-42)           | Denver (37-45)            | Utah (28-54)        | Dallas (15-67)      |                   |  |
| 1981-1982 | San Antonio (48-34) | Denver (46-36)      | Houston (46-36)           | Kansas City (30-52)       | Dallas (28-54)      | Utah (25-57)        |                   |  |
| 1982-1983 | San Antonio (53-29) | Denver (45-37)      | Kansas City (45-37)       | Dallas (38-44)            | Utah (30-52)        | Houston (14-68)     |                   |  |
| 1983-1984 | Utah (45-37)        | Dallas (43-39)      | Denver (38-44)            | Kansas City (38-44)       | San Antonio (37-45) | Houston (29-53)     |                   |  |
| 1984-1985 | Denver (52-30)      | Houston (48-34)     | Dallas (44-38)            | Utah (41-41)              | San Antonio (41-41) | Kansas City (31-51) |                   |  |
| 1985 : Les Kings de Kansas City déménagent et se renomment les Kings de Sacramento. |                     |                     |                           |                           |                     |                     |                   |  |
| 1985-1986 | Houston (51-31)     | Denver (47-35)      | Dallas (44-38)            | Utah (42-40)              | Sacramento (37-45)  | San Antonio (35-47) |                   |  |
| 1986-1987 | Dallas (55-27)      | Utah (44-38)        | Houston (42-40)           | Denver (37-45)            | Sacramento (29-53)  | San Antonio (58-54) |                   |  |
| 1987-1988 | Denver (54-28)      | Dallas (53-29)      | Utah (47-35)              | Houston (46-36)           | San Antonio (31-51) | Sacramento (24-58)  |                   |  |
| 1988 : Le Heat de Miami arrive en tant qu'équipe d'expansion. Les Kings de Sacramento rejoignent la division Pacifique. |                     |                     |                           |                           |                     |                     |                   |  |
| 1988-1989 | Utah (51-31)        | Houston (48-37)     | Denver (44-38)            | Dallas (38-44)            | San Antonio (21-61) | Miami (15-67)       |                   |  |
| 1989 : Les Timberwolves du Minnesota arrivent en tant qu'équipe d'expansion. Les Hornets de Charlotte arrivent de la division Atlantique. Le Heat de Miami rejoint la division Atlantique.                                                                  |                     |                     |                           |                           |                     |                     |                   |  |
| 1989-1990 | San Antonio (56-26) | Utah (55-27)        | Dallas (47-35)            | Denver (53-39)            | Houston (41-41)     | Minnesota (22-60)   | Charlotte (19-63) |  |
| 1990 : Le Magic d'Orlando arrive de la division Centrale. Les Hornets de Charlotte rejoignent la division Centrale. |                     |                     |                           |                           |                     |                     |                   |  |
| 1990-1991 | San Antonio (55-27) | Utah (54-28)        | Houston (52-30)           | Orlando (51-31)           | Minnesota (29-53)   | Dallas (28-54)      | Denver (20-62)    |  |
| 1991 : Le Magic d'Orlando rejoint la division Atlantique. |                     |                     |                           |                           |                     |                     |                   |  |
| 1991-1992 | Utah (55-27)        | San Antonio (47-35) | Houston (42-40)           | Denver (24-58)            | Dallas (22-60)      | Minnesota (15-67)   |                   |  |
| 1992-1993 | Houston (55-27)     | San Antonio (49-33) | Utah (47-35)              | Denver (36-46)            | Minnesota (19-63)   | Dallas (11-71)      |                   |  |
| 1993-1994 | Houston (58-24)     | San Antonio (55-27) | Utah (53-29)              | Denver (42-40)            | Minnesota (20-62)   | Dallas (13-69)      |                   |  |
| 1994-1995 | San Antonio (62-20) | Utah (60-22)        | Houston (47-35)           | Denver (41-41)            | Dallas (36-46)      | Minnesota (21-61)   |                   |  |
| 1995 : Les Grizzlies de Vancouver arrivent en tant qu'équipe d'expansion. |                     |                     |                           |                           |                     |                     |                   |  |
| 1995-1996 | San Antonio (59-23) | Utah (55-27)        | Houston (48-34)           | Denver (35-47)            | Minnesota (26-56)   | Dallas (26-56)      | Vancouver (15-67) |  |
| 1996-1997 | Utah (64-18)        | Houston (57-25)     | Minnesota (40-42)         | Dallas (24-58)            | Denver (21-61)      | San Antonio (20-62) | Vancouver (14-68) |  |
| 1997-1998 | Utah (62-20)        | San Antonio (26-26) | Minnesota (45-37)         | Houston (41-41)           | Dallas (20-62)      | Vancouver (19-63)   | Denver (11-71)    |  |
| 1998-1999 | San Antonio (37-13) | Utah (37-13)        | Houston (31-19)           | Minnesota (27-23)         | Dallas (19-31)      | Denver (14-36)      | Vancouver (8-42)  |  |
| 1999-2000 | Utah (55-27)        | San Antonio (53-29) | Minnesota (50-32)         | Dallas (40-42)            | Denver (35-47)      | Houston (34-48)     | Vancouver (22-60) |  |
| 2000-2001 | San Antonio (58-24) | Utah (53-29)        | Dallas (53-29)            | Minnesota (47-35)         | Houston (45-37)     | Denver (40-42)      | Vancouver (23-59) |  |
| 2001 : Les Grizzlies de Vancouver déménagent et se renomment les Grizzlies de Memphis. |                     |                     |                           |                           |                     |                     |                   |  |
| 2001-2002 | San Antonio (58-24) | Dallas (57-25)      | Minnesota (50-32)         | Utah (44-38)              | Houston (28-54)     | Denver (27-55)      | Memphis (23-59)   |  |
| 2002-2003 | San Antonio (60-22) | Dallas (60-22)      | Minnesota (51-31)         | Utah (47-35)              | Houston (43-39)     | Memphis (28-54)     | Denver (17-65)    |  |
| 2003-2004 | Minnesota (58-24)   | San Antonio (57-25) | Dallas (52-30)            | Memphis (50-32)           | Houston (45-37)     | Denver (43-39)      | Utah (42-40)      |  |
| 2004 : Les Nuggets de Denver, les Timberwolves du Minnesota et le Jazz de l'Utah rejoignent la division Nord-Ouest. Les Mavericks de Dallas, les Rockets de Houston, les Grizzlies de Memphis et les Spurs de San Antonio rejoignent la division Sud-Ouest. |                     |                     |                           |                           |                     |                     |                   |  |